# Albizia comorensis
Albizia comorensis är en ärtväxtart som beskrevs av Eugène Pierre Nicolas Fournier. Albizia comorensis ingår i släktet Albizia och familjen ärtväxter. Inga underarter finns listade i Catalogue of Life.